# موریس چیکس
موریس چیکس (انگلیسی: Maurice Cheeks؛ زادهٔ ۸ سپتامبر ۱۹۵۶) بازیکن بسکتبال اهل ایالات متحده آمریکا است.

## حرفه
از باشگاه‌هایی که در آن بازی کرده‌است می‌توان به آتلانتا هاوکس، پورتلند تریل بلیزرز، فیلادلفیا سونتی‌سیکسرز، نیویورک نیکس، سن آنتونیو اسپرز، و بروکلین نتس اشاره کرد.